# Skrajny Barani Ząb
Skrajny Barani Ząb (słow. Prvý Baraní zub) – niewybitna turnia o charakterze skalnego zęba, znajdująca się w Baraniej Grani w słowackiej części Tatr Wysokich. Jest pierwszym od dołu z trzech Baranich Zębów. Od Pośredniego Baraniego Zęba na południu oddzielony jest Skrajnym Baranim Karbikiem, natomiast od położonej na północy Baraniej Kopy odgranicza go Przełączka za Baranią Kopą. Wierzchołek Skrajnego Baraniego Zęba nie jest dostępny żadnymi znakowanymi szlakami turystycznymi. Możliwe drogi prowadzą na niego od obu sąsiednich przełęczy.
Autorami pierwszego wejścia na szczyt byli Zygmunt Klemensiewicz, Jerzy Maślanka i Rudolf Nałęcki. Wyczynu tego dokonali 24 sierpnia 1923 r. podczas przechodzenia Baraniej Grani.